# Hygrophorus agathosmus
Hygrophorus agathosmus (Elias Magnus Fries, 1815 ex Elias Magnus Fries, 1838) din încrengătura Basidiomycota, în familia Hygrophoraceae și de genul Hygrophorus, denumit în popor buretele melcului, este o specie destul de comună de ciuperci comestibile care coabitează, fiind un simbiont micoriza (formează micorize pe rădăcinile arborilor). Se dezvoltă în România, Basarabia și Bucovina de Nord preferat pe sol moderat umed și calcaros în păduri de conifere precum în cele mixte sub molizi și pini, crescând mereu în grupuri mari în cercuri de vrăjitoare, de la câmpie la munte, din iulie până în noiembrie.

## Taxonomie

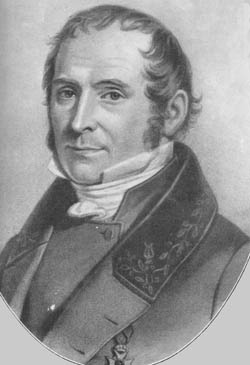
Elias M. Fries

Numele binomial a fost determinat de marele savant suedez Elias Magnus Fries drept Agaricus agathosmus în volumul 1 al operei sale Observationes mycologicae din 1815. În 1838, el însuși a transferat specia la genul Hygrophorus sub păstrarea epitetului, de verificat în cartea sa Epicrisis systematis mycologici, seu synopsis hymenomycetum, acest taxon fiind numele curent valabil (2020). Toate celelalte încercări de redenumire sunt acceptate sinonim (vezi infocaseta), dar nu sunt folosite și pot fi neglijate.
Epitetul este derivat din cuvintele grecești (greacă αγάθος=blajin, bun) și (greacă οσμέ=aromă, miros frumos), datorită parfumului atrăgător al ciupercii.

## Descriere

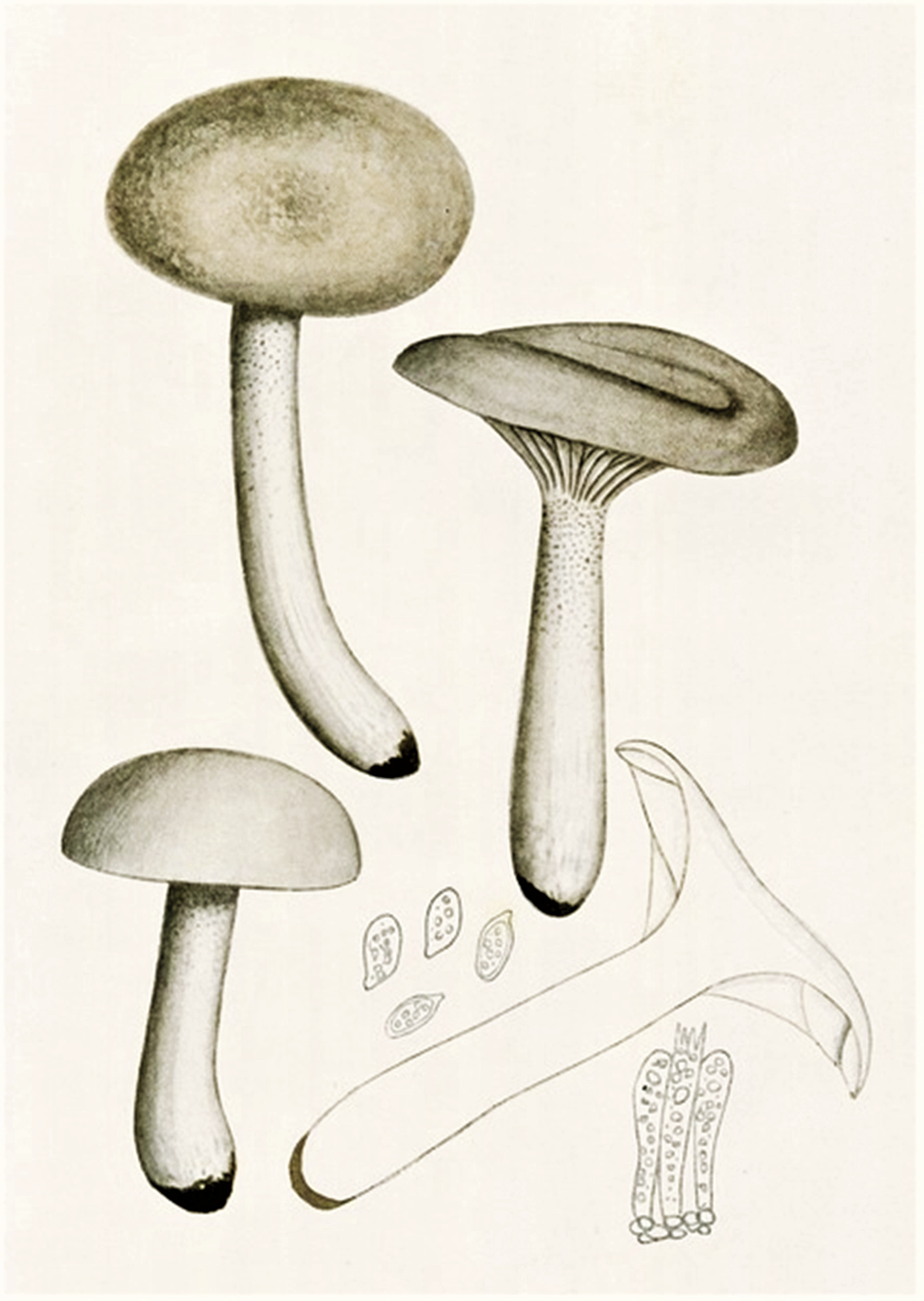
Bres.: Hygrophorus agathosmus

- Pălăria: are un diametru de 4-7 (9) cm, este la început boltită semisferic cu marginea răsucită spre interior, apoi convexă și în sfârșit plată precum slab adâncită, prezentând adesea un gurgui mic și turtit în mijloc. Cuticula uneori zonată este netedă, la umezeală lipicioasă, marginea fiind acoperită adesea cu firicele scurte, iar centrul poate fi uneori slab scvămos. Cu excepția formei albe, coloritul pe fund albicios variază între deschis și închis cenușiu sau gri-brun murdar, în centru brun rareori chiar brun-negricios.
- Lamelele: sunt mlădioase, clar distanțate, subțiri, arcuite, bifurcate și cu lameluțe intercalate, gratiile fiind nezimțate. În tinerețe sunt aderate drept la picior, devenind cu avansarea în vârstă slab decurente. Coloritul este alb, la bătrânețe cu nuanțe cenușii.
- Piciorul: are o lungime de 4 la 9 (11) cm și o lățime de 1 până la 1,5 cm, este cilindric, uneori slab curbat, subțiat la bază, fiind alb, dar mai bătrân gri palid, preponderent fin brumat gri-brun, sub pălărie alb, foarte rar și galben-portocaliu (la forma albă nu se decolorează, nefiind brumat). Este plin pe dinăuntru, pe exterior uscat sau umed, niciodată lipicios-mucegăios. Nu prezintă un inel.
- Carnea: este destul de moale, de culoare albă, uneori de un gri apos, mai groasă în mijloc și subțiată spre margine. Nu este mucoasă pe exterior. Mirosul este foarte particular, intensiv de marțipan sau migdale amare, gustul fiind blând.[4][5][6]
- Caracteristici microscopice: are spori elipsoidali sau asemănători unei migdale, hialini (translucizi) și netezi care se colorează cu Reactivul Melzer galben, având o mărime de 8-11 x 5-6 microni. Pulberea lor este albă. Basidiile cu 4 sterigme fiecare sunt clavate, măsoară 60-70 x 5-7 microni. Nu prezintă nici cheilocistide (elemente sterile situate pe muchia lamelor), nici pleurocistide (elemente sterile situate în himenul de pe fețele lamelor). Pileocistidele (elemente sterile de pe suprafața pălăriei) constau dintr-o zonă gelatinoasă largă de 175-350 μm, formată din hife slab întrețesute, subțiri de doar 1,5-4 μm fără fibule (deși aceste se pot găsi pe hifele cărnii lamelelor).[10][11]
- Reacții chimice: se decolorează carnea cu acid sulfuric roșu purpuriu, cu sulfoformol după scurt timp albastru deschis, și cu sulfovanilină violet.[12][13]

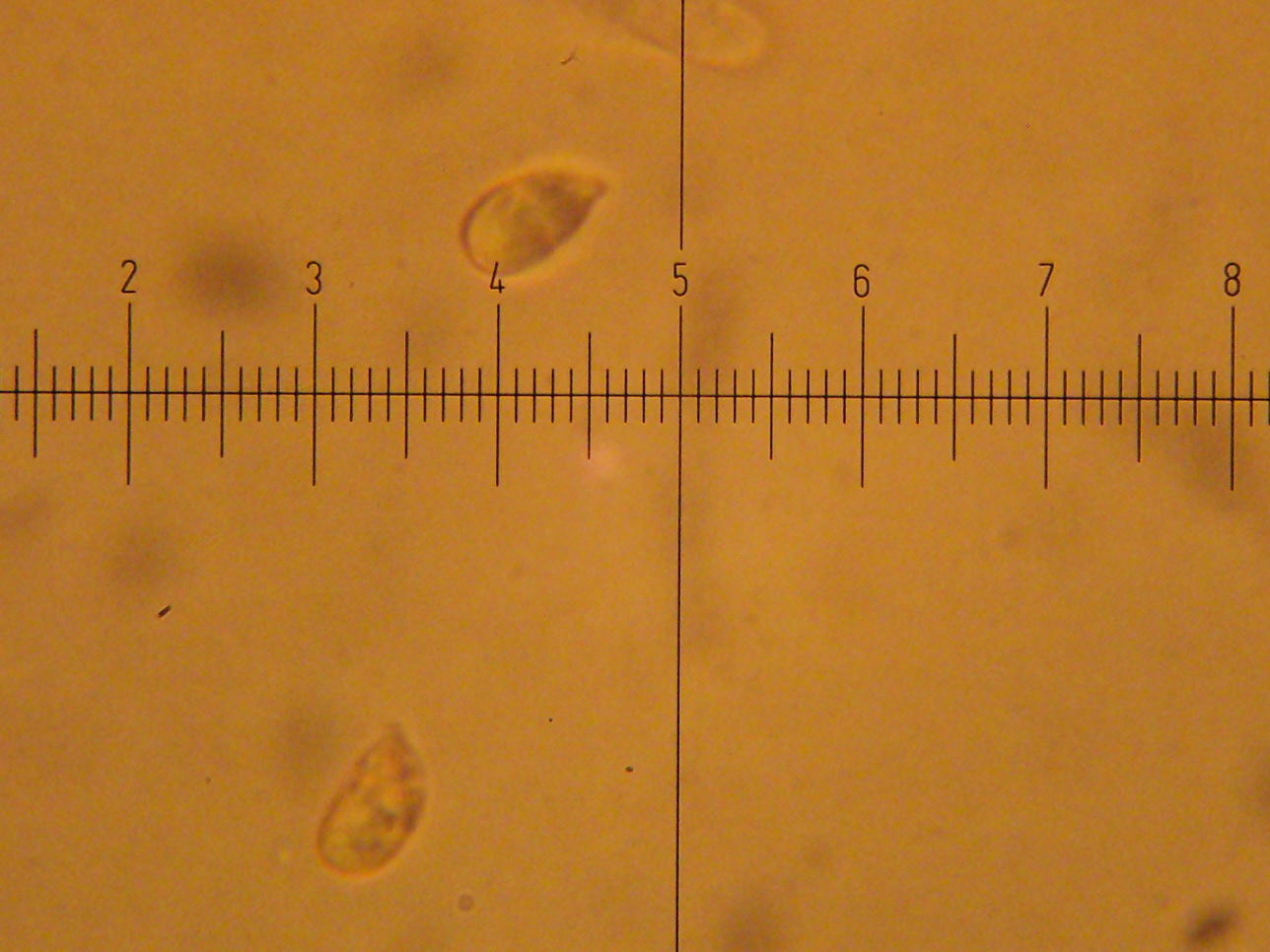
H. agathosmus, spori
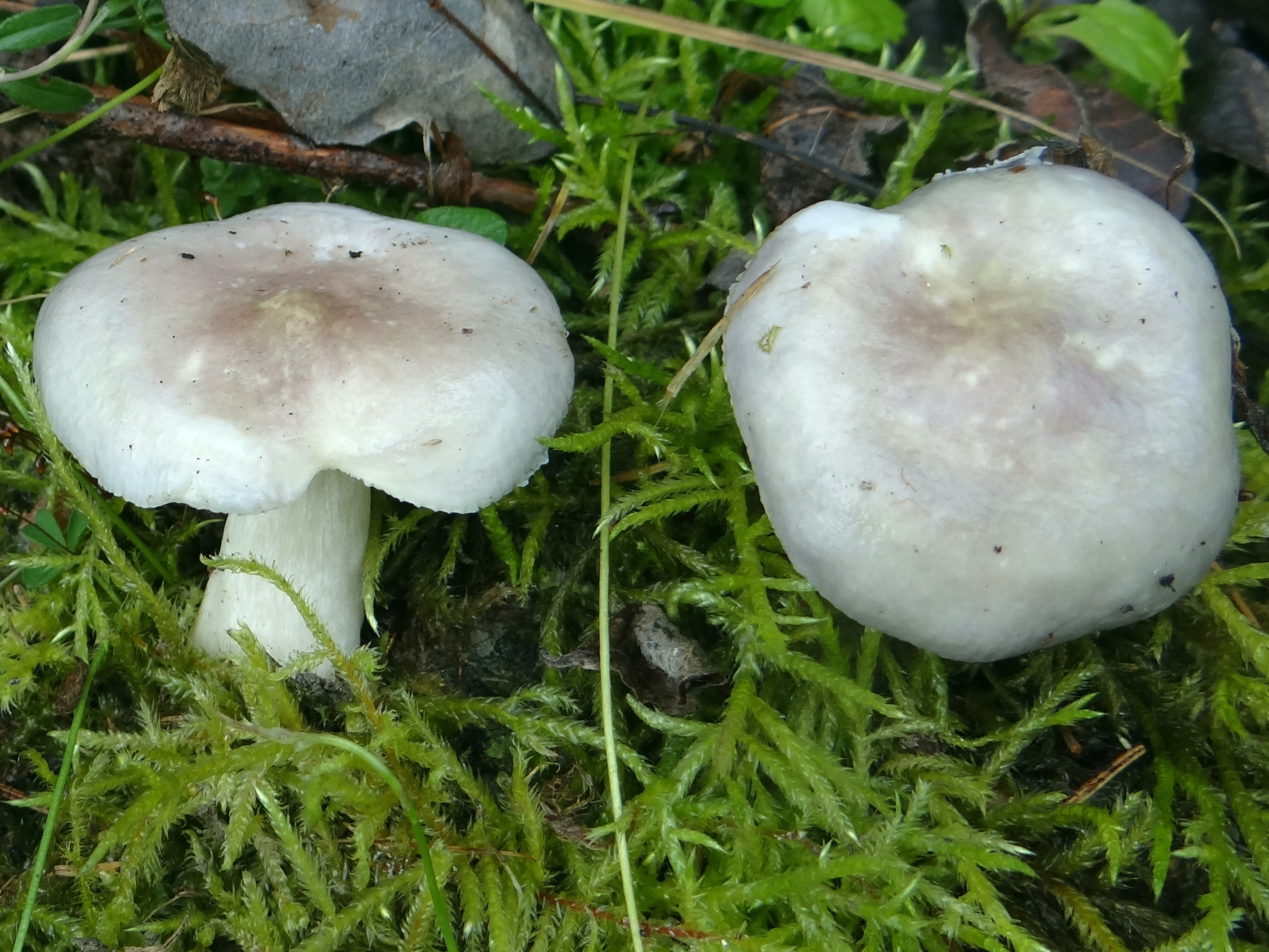
H. agathosmus gri, pălărie
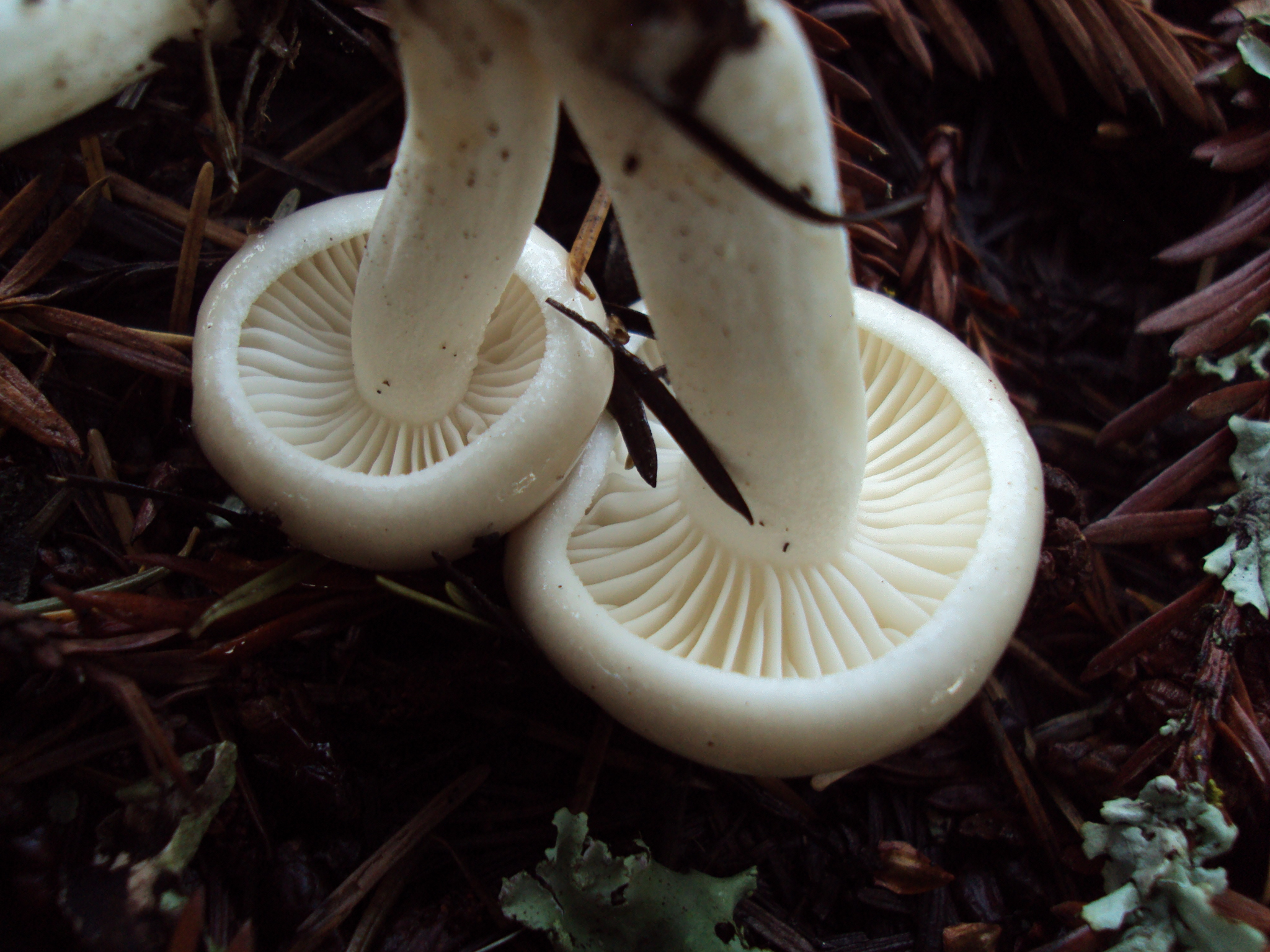
H. agathosmus tânăr alb, lamele și picior
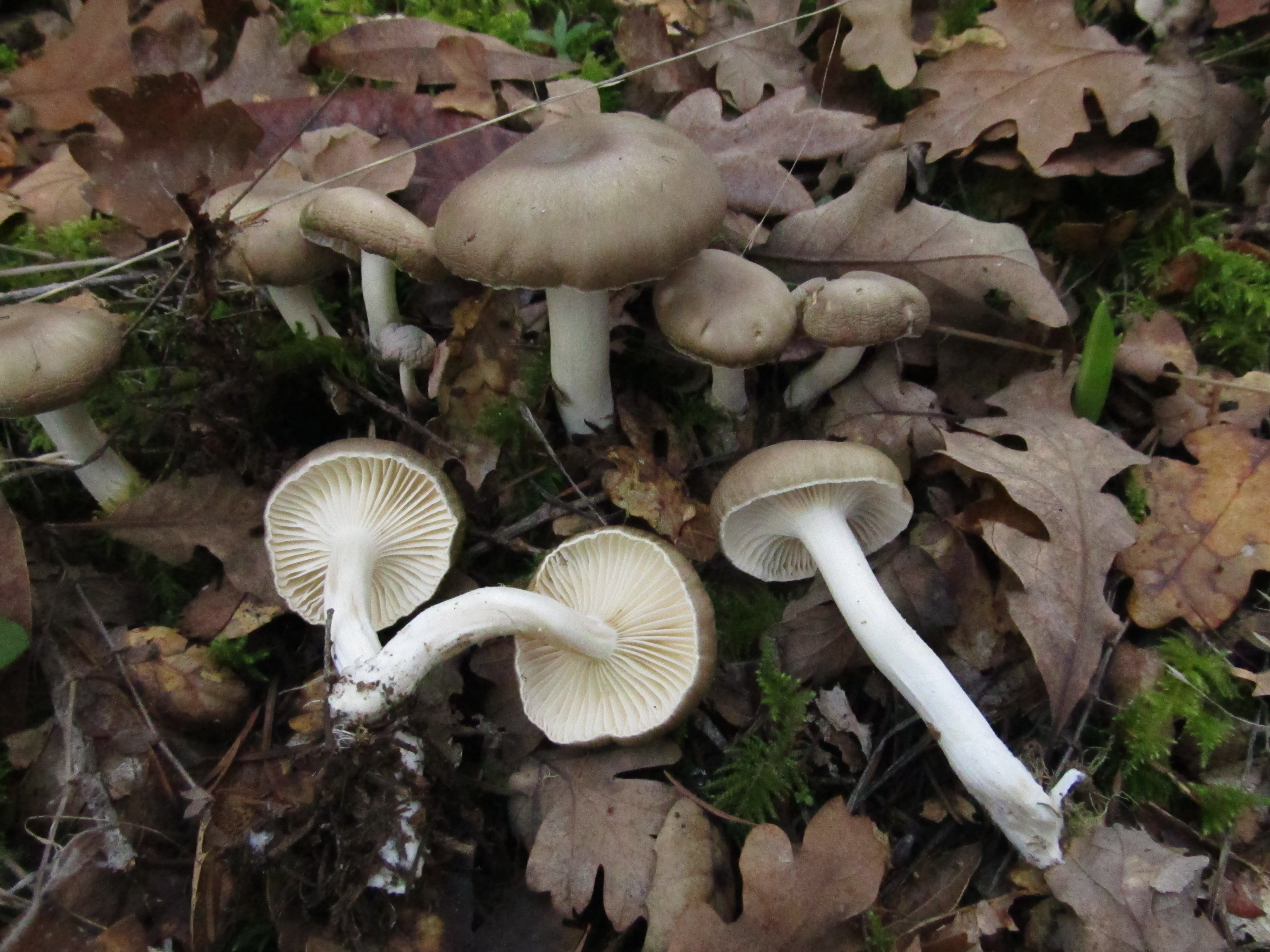
H. agathosmus brun-cenușiu
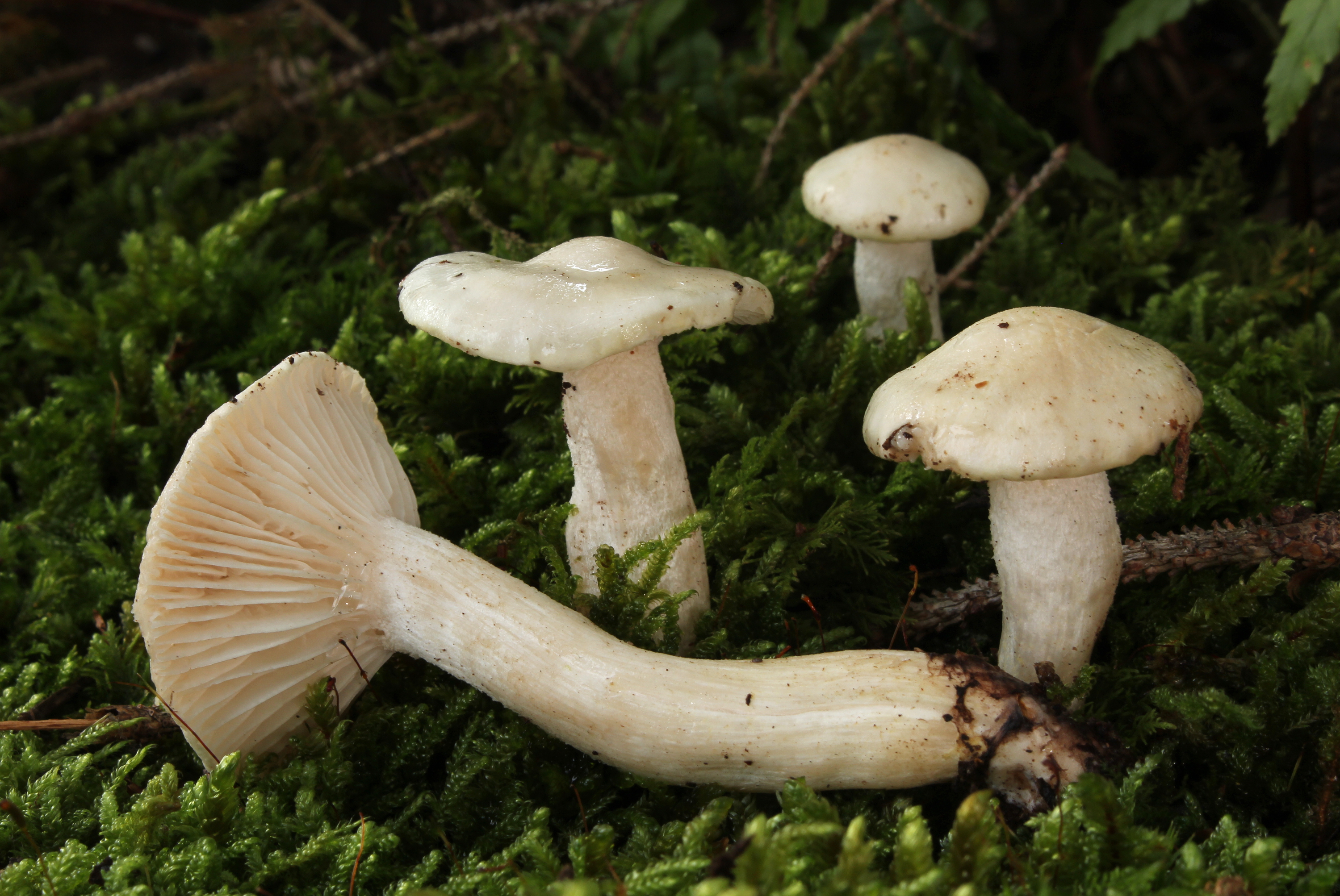
H. agathosmus gălbui
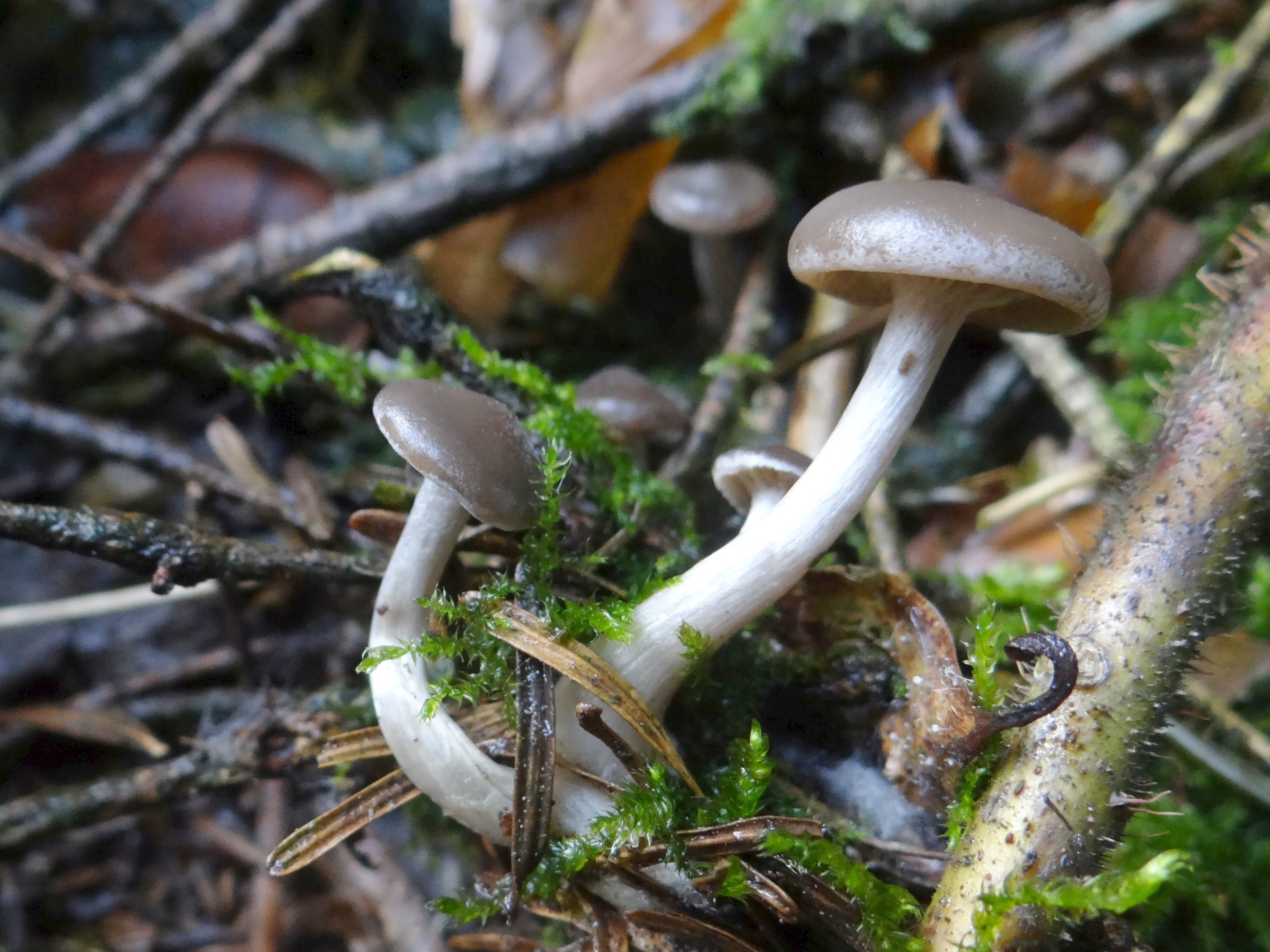
H. agathosmus, grup

## Confuzii
Forma albă a ciupercii poate fi confundată ușor cu Hygrophorus cossus (comestibil), Hygrophorus  eburneus (comestibil), Hygrophorus penarioides (comestibil, se dezvoltă tot sub fagi dar și sub stejari, fiind mai mare cu cuticulă uscată și mătăsoasă precum ușor pătat pe picior, rar) sau  Cuphophyllus virgineus sin. Hygrocybe virginea (comestibil, se dezvoltă preferat prin pășuni), mai departe, soiul seamănă cu Hygrophorus camarophyllus (comestibil), Hygrophorus chrysodon (comestibil), Hygrophorus discoxanthus (comestibilitate tare limitată, se dezvoltă tot sub fagi pe sol calcaros, dar cu miros puternic și nu prea plăcut, lamelele se decolorează galben-maroniu), Hygrophorus gliocyclus (comestibil, se dezvoltă în păduri de conifere sub pini, rar), Hygrophorus hypothejus (comestibil), Hygrophorus latitabundus (comestibil), Hygrophorus ligatus (comestibil, se dezvoltă sub molizi, fără miros sau gust specific) Hygrophorus marzuolus (comestibil), Hygrophorus nemoreus (comestibil, se dezvoltă în păduri de foioase) Hygrophorus olivaceoalbus (comestibil), Hygrophorus penarius comestibil, se dezvoltă tot sub fagi dar și sub stejari, mai gălbui) Hygrophorus piceae (comestibil, se dezvoltă în păduri de molizi pe  mușchi, fără miros, cu gust plăcut), Hygrophorus poetarum (comestibil, se dezvoltă tot sub fagi, dar cu miros fructuos și roz sub cuticulă, destul de rar), Hygrophorus pustulatus (comestibil) sau Hygrophorus queletii (comestibil).

## Specii asemănătoare în imagini

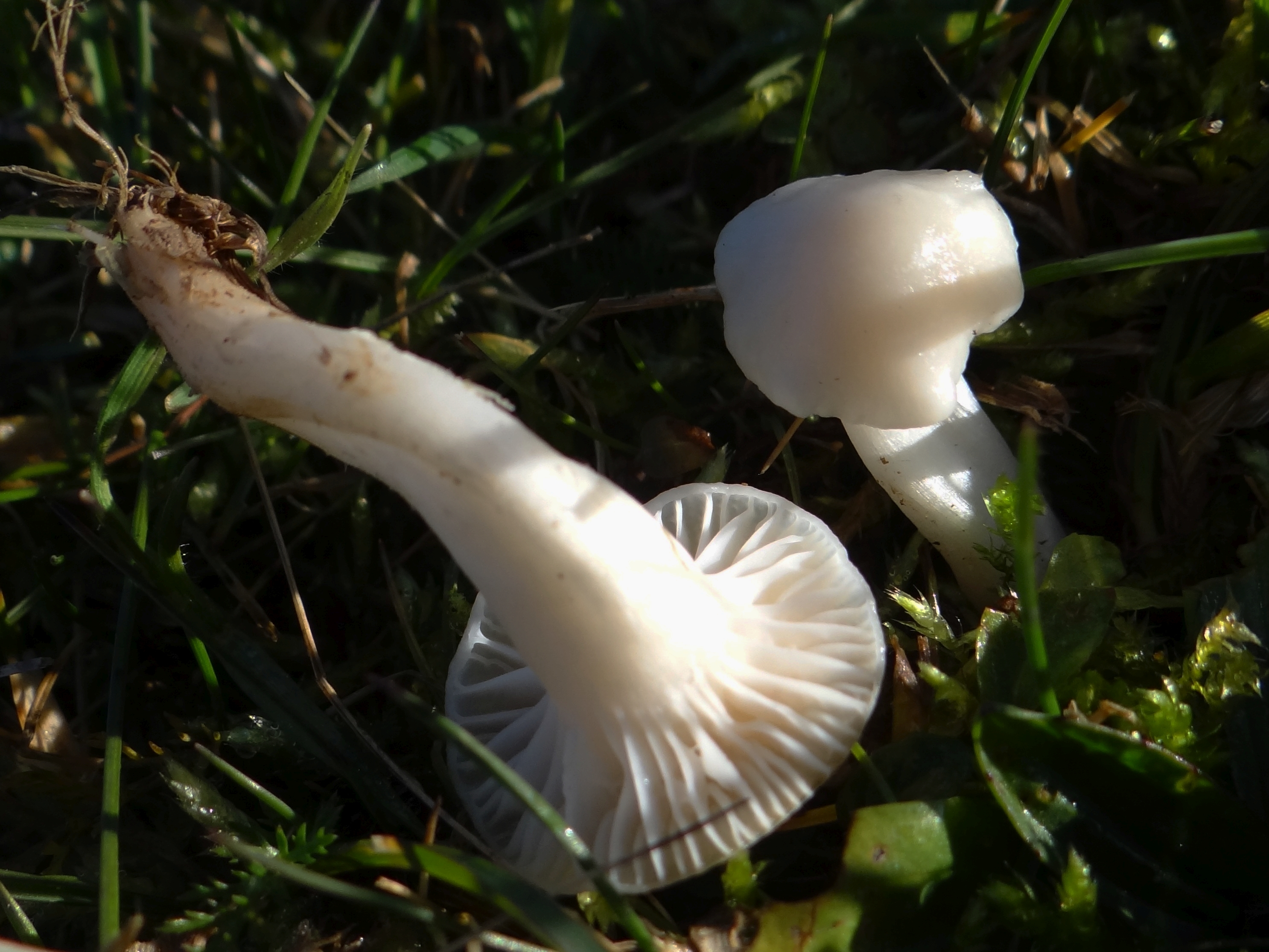
Hygrocybe virginea
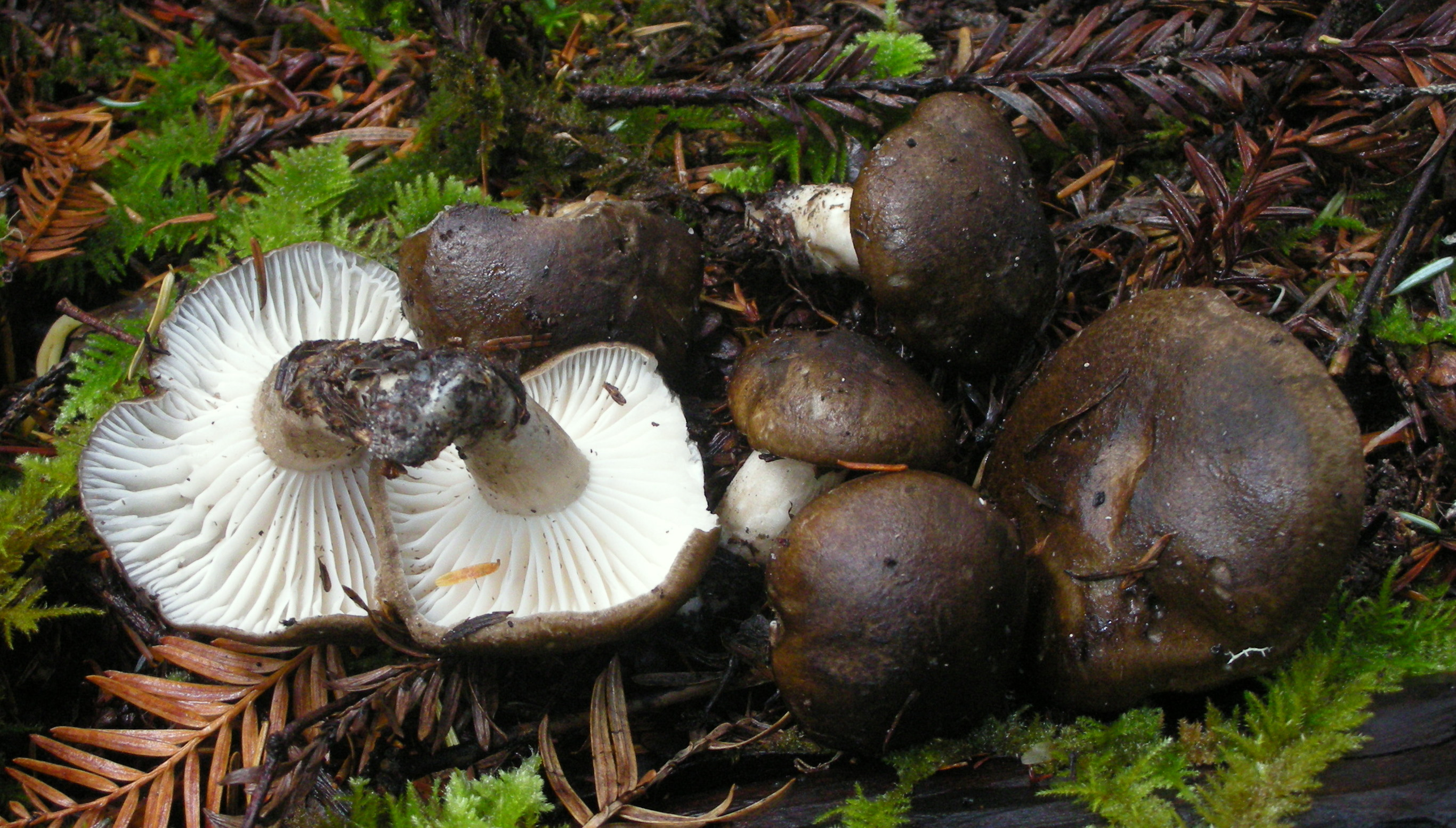
Hygrophorus camarophyllus
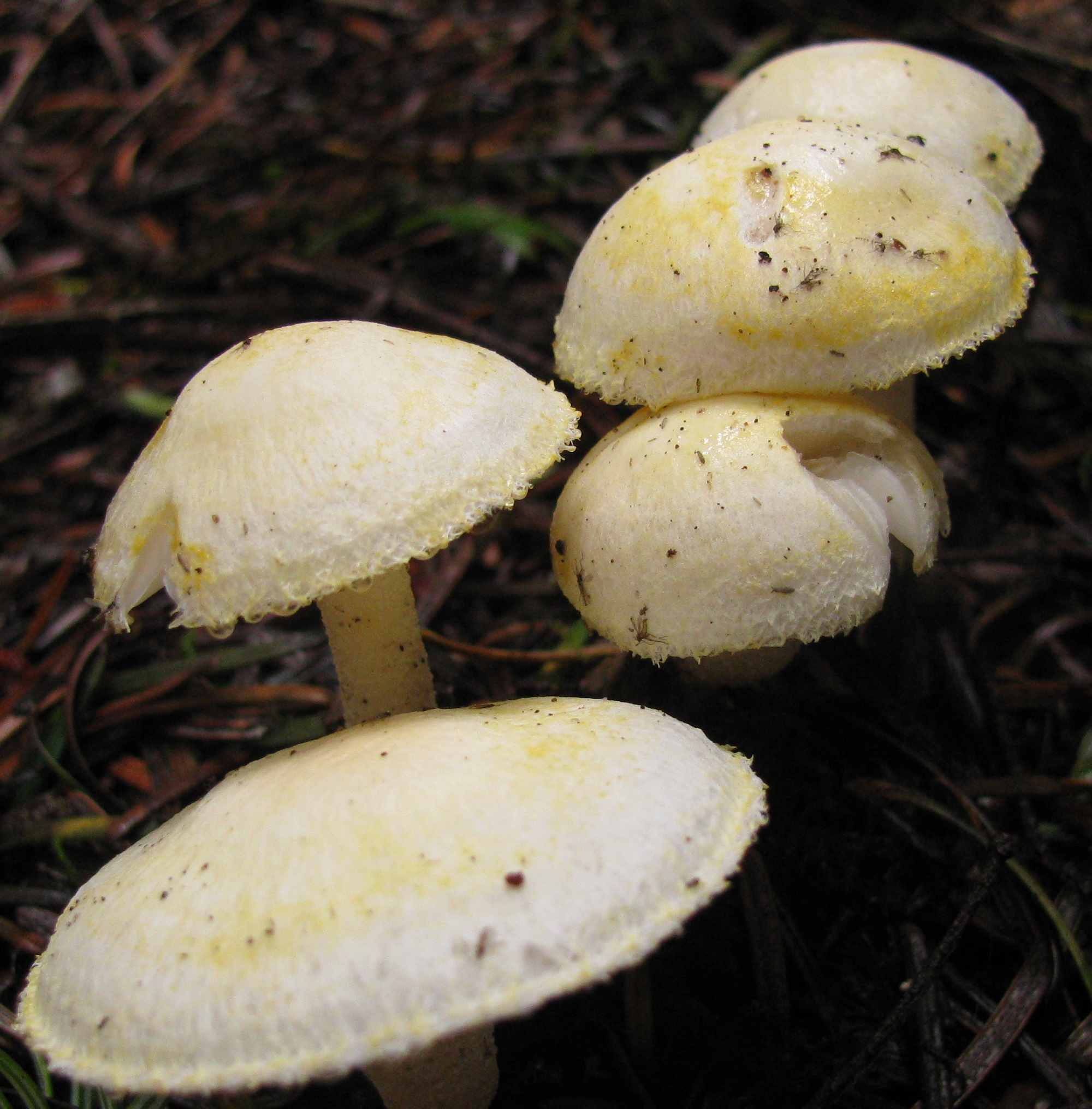
Hygrophorus chrysodon
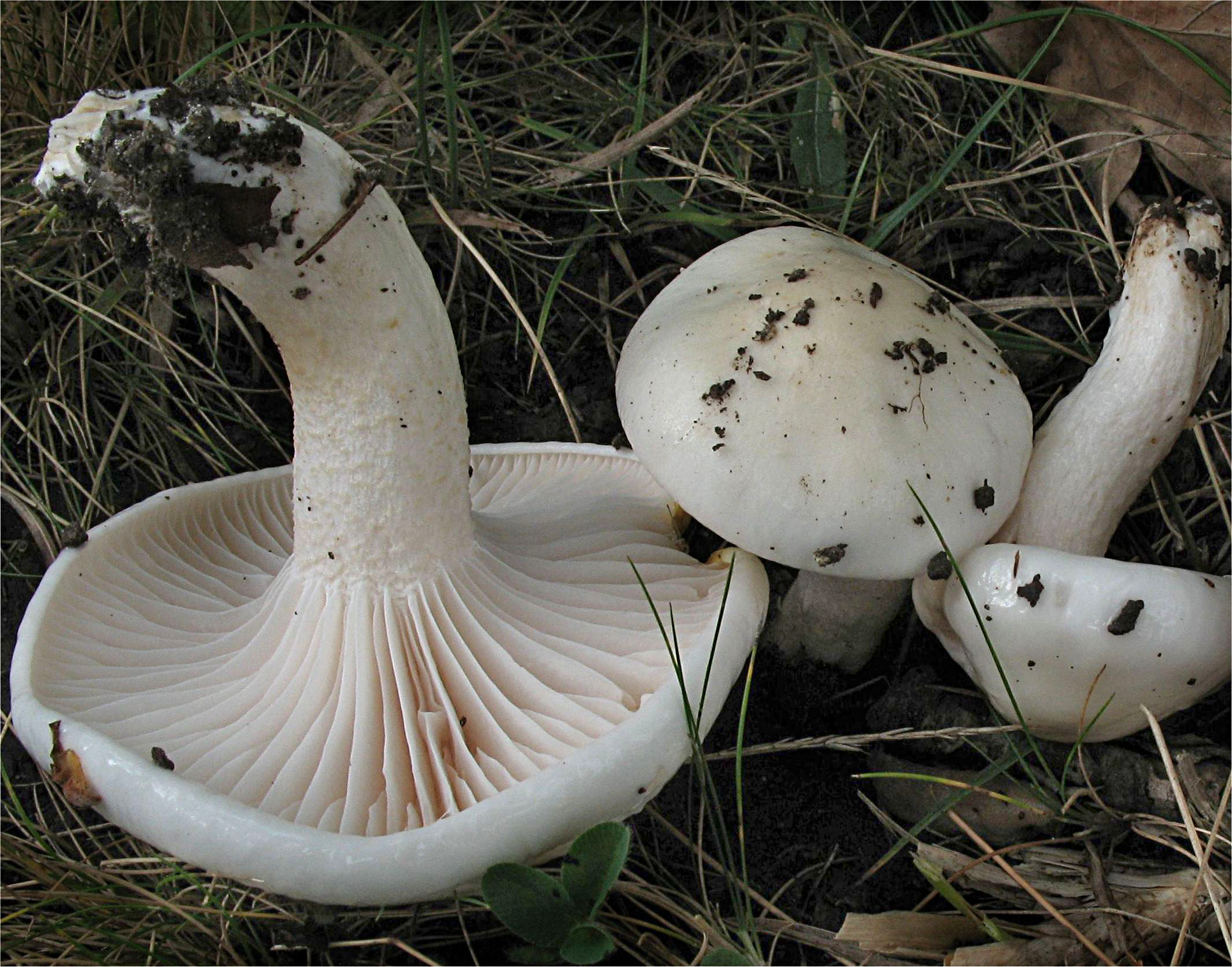
Hygrophorus cossus
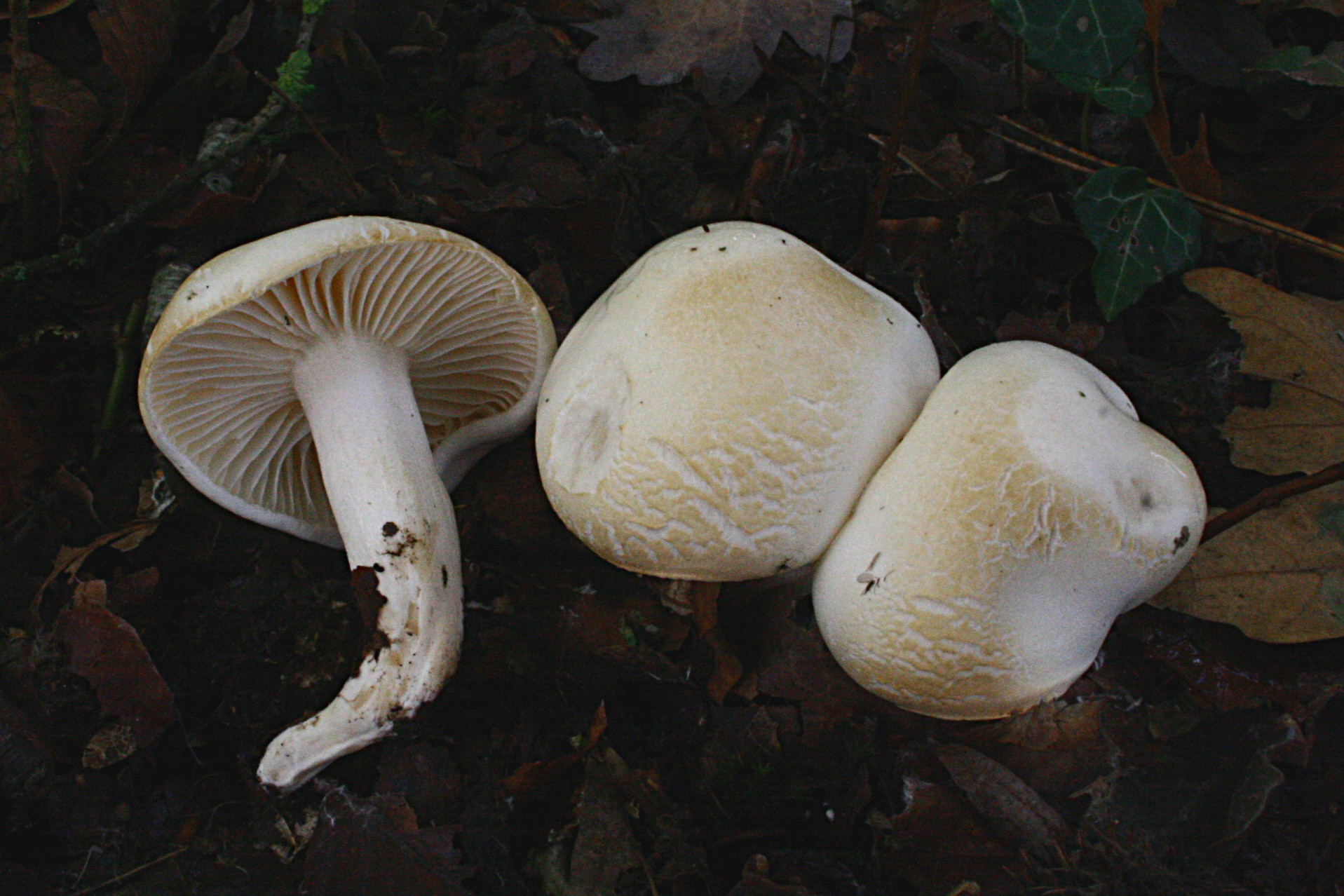
Hygrophorus discoxanthus
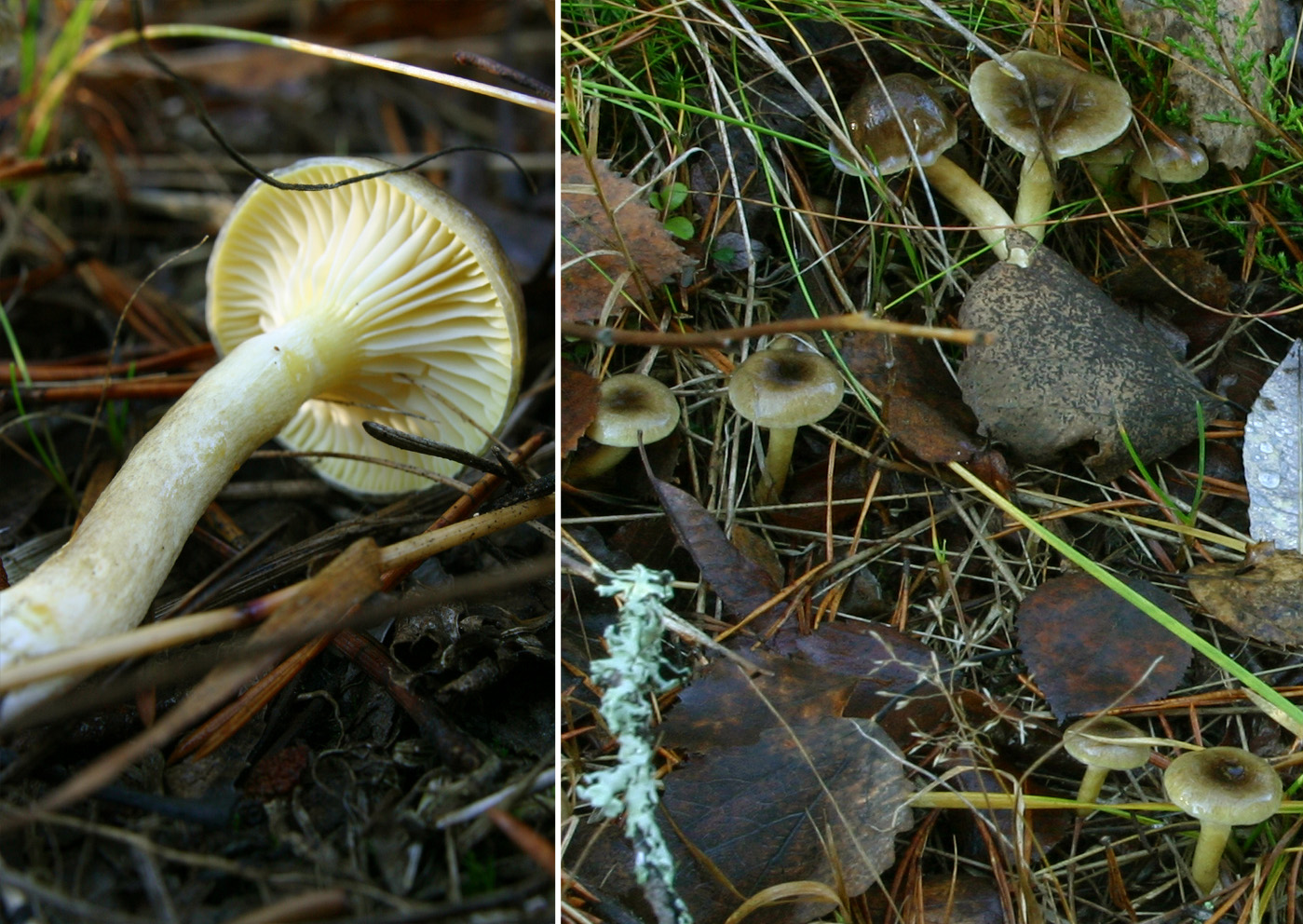
Hygrophorus hypothejus

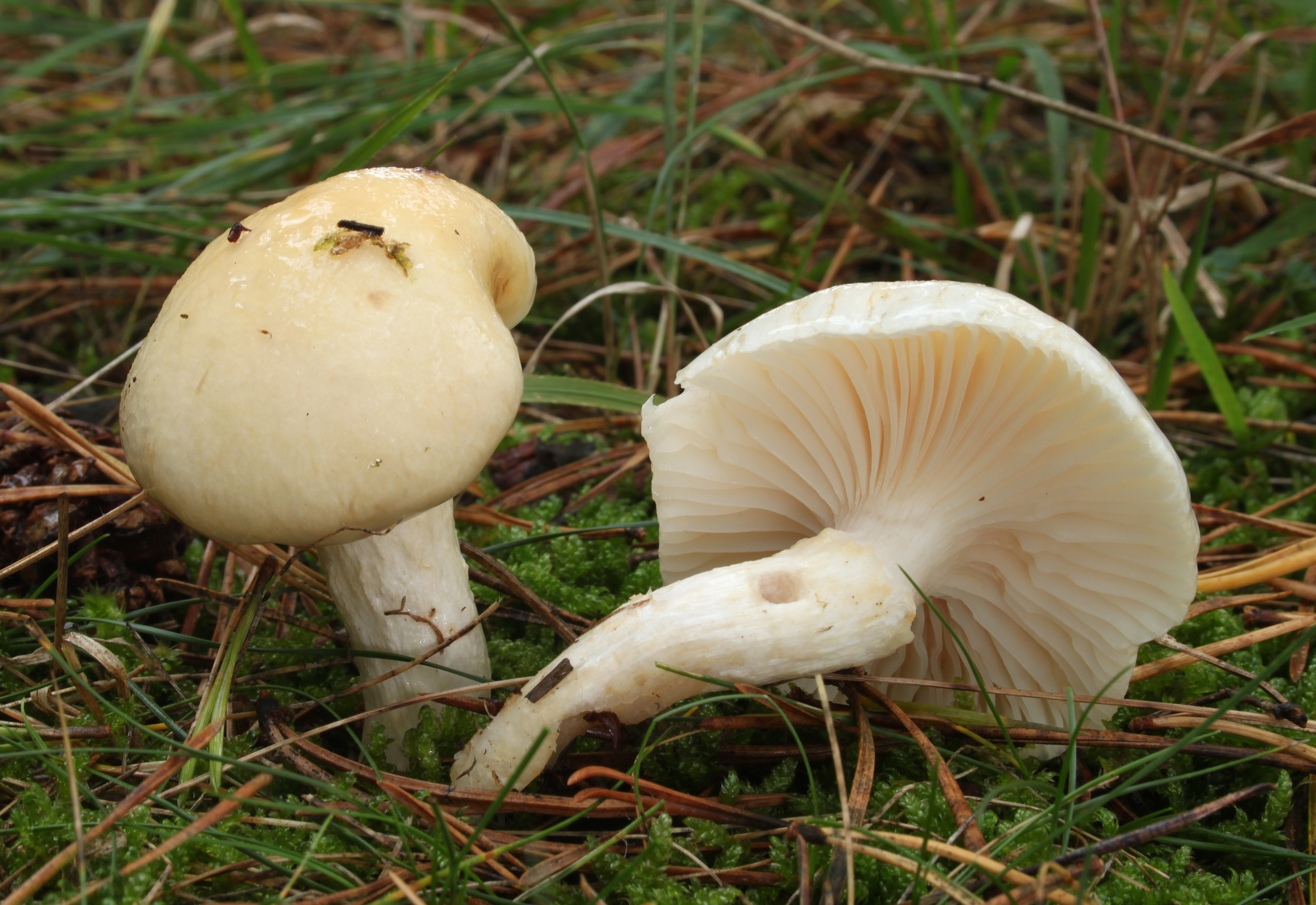
Hygrophorus ligatus
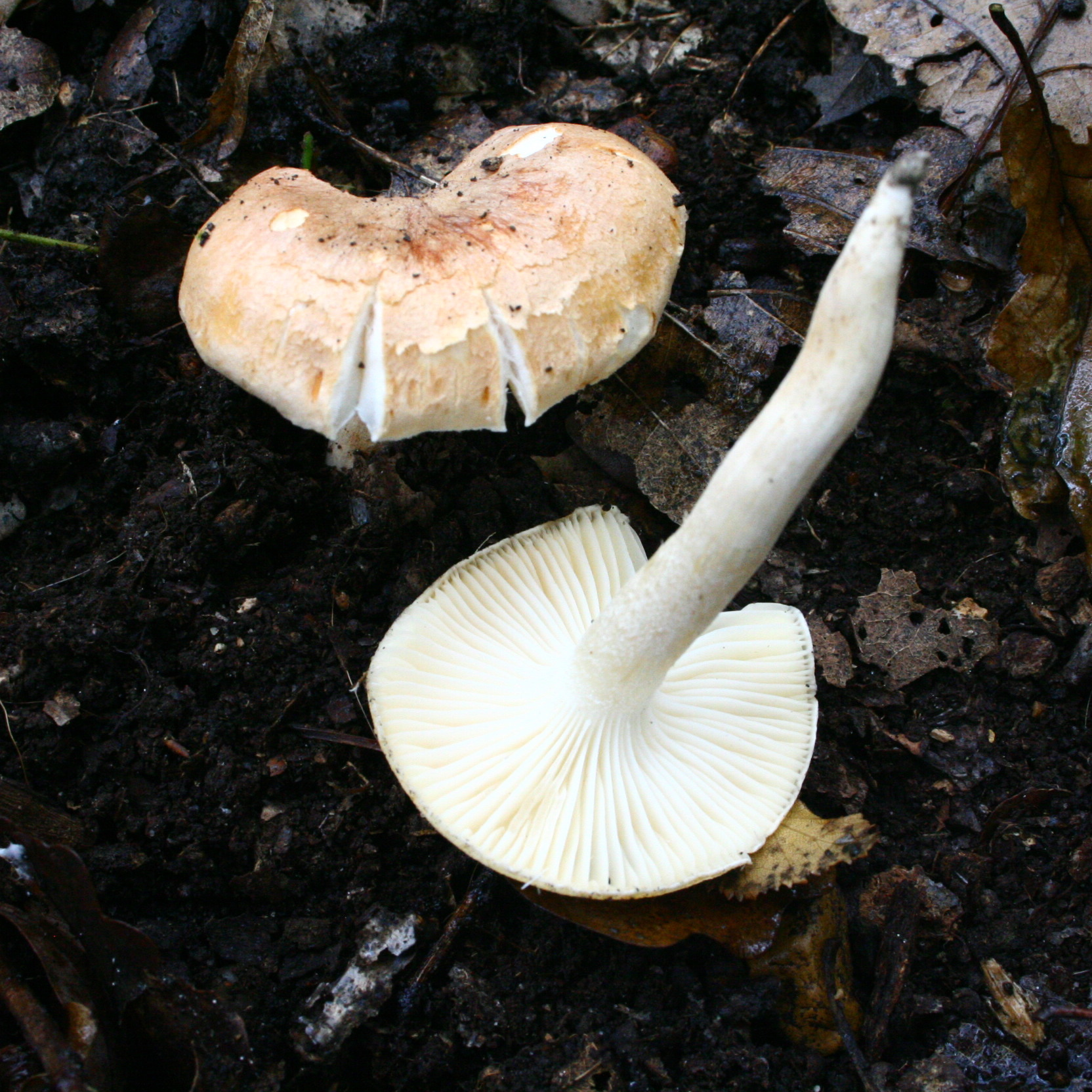
Hygrophorus nemoreus
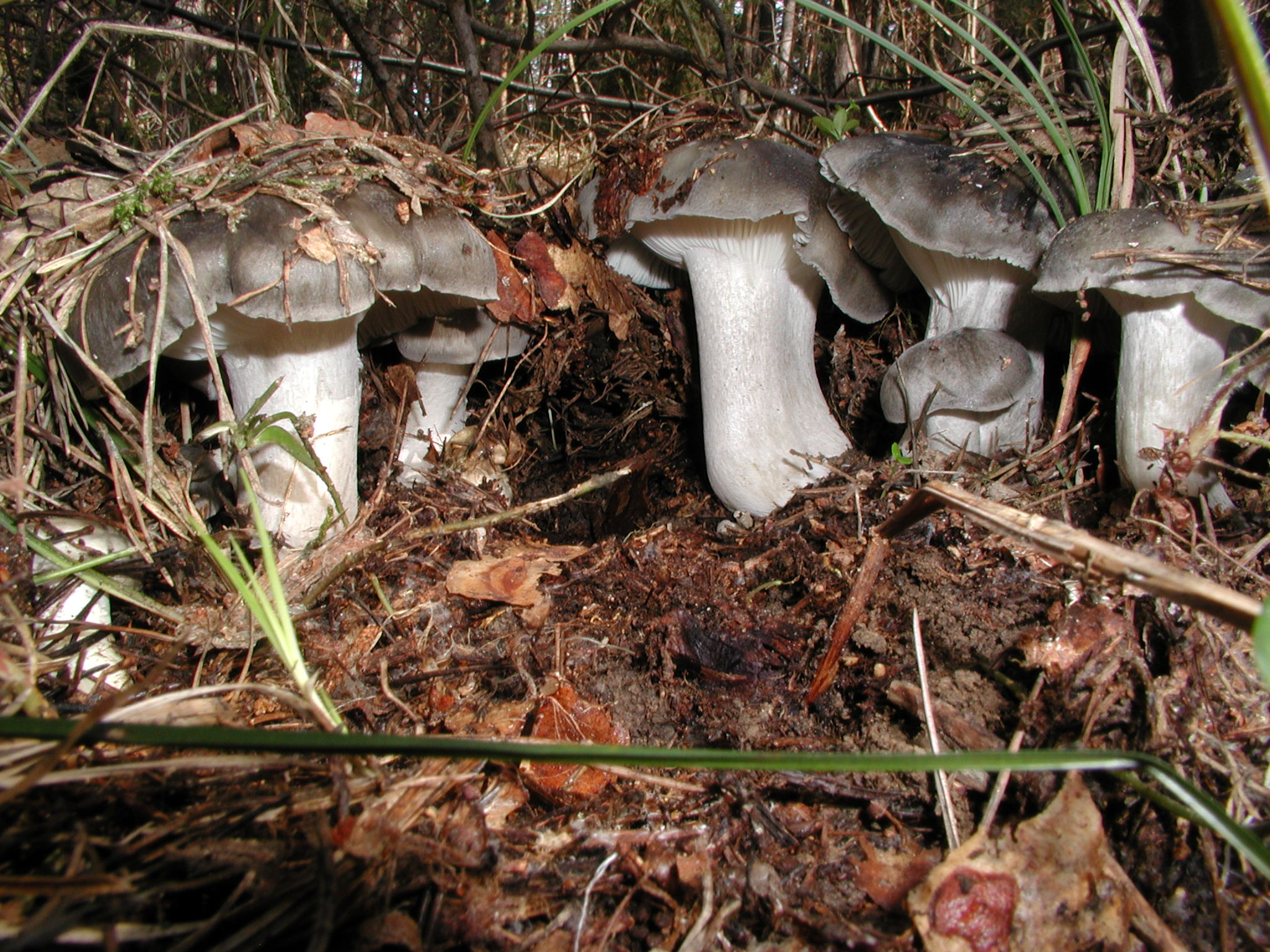
Hygrophorus marzuolus
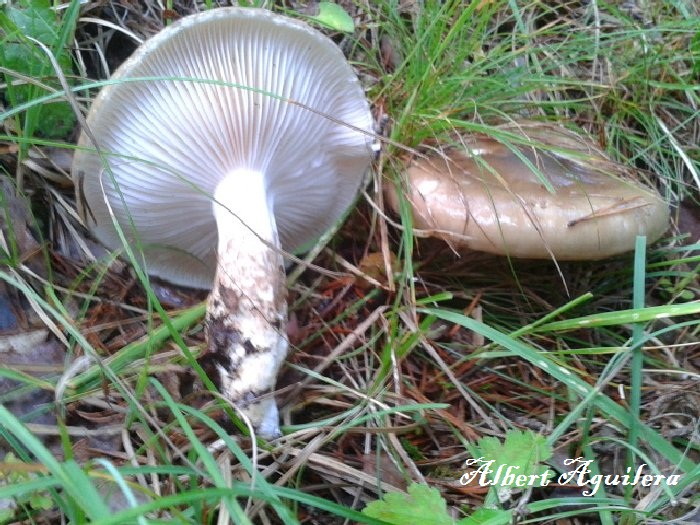
Hygophorus latitabundus
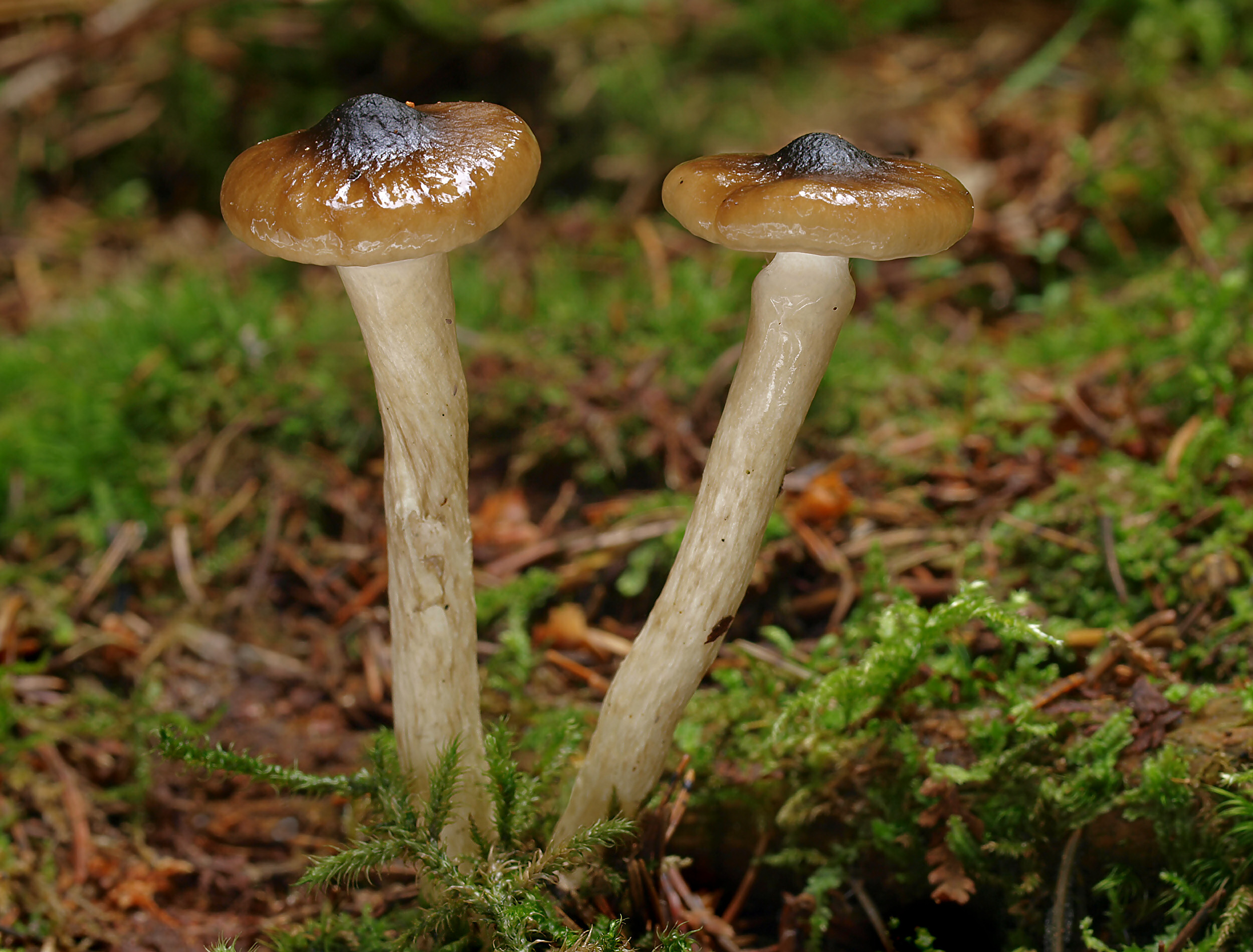
Hygrophorus olivaceoalbus

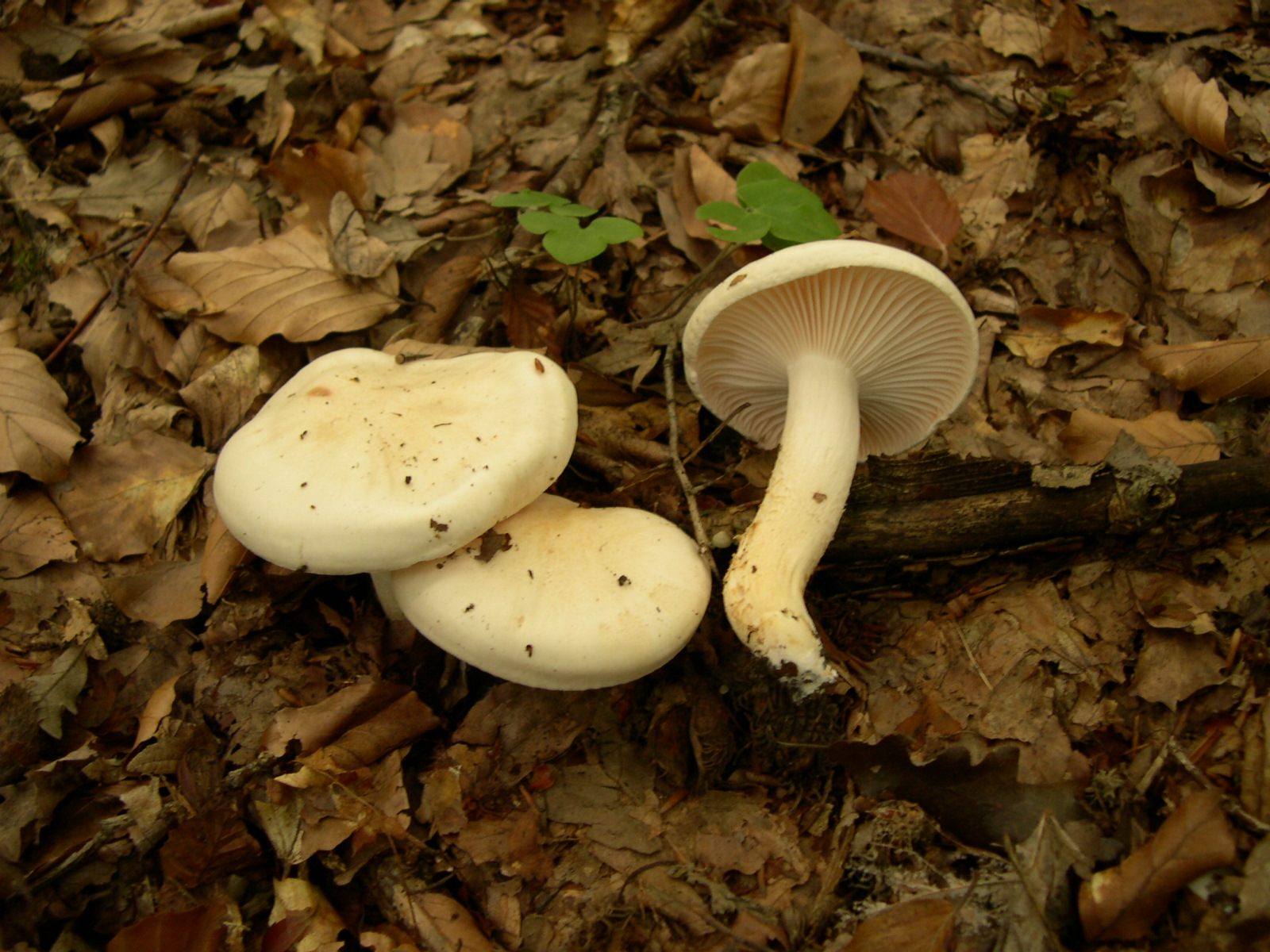
Hygrophorus penarius
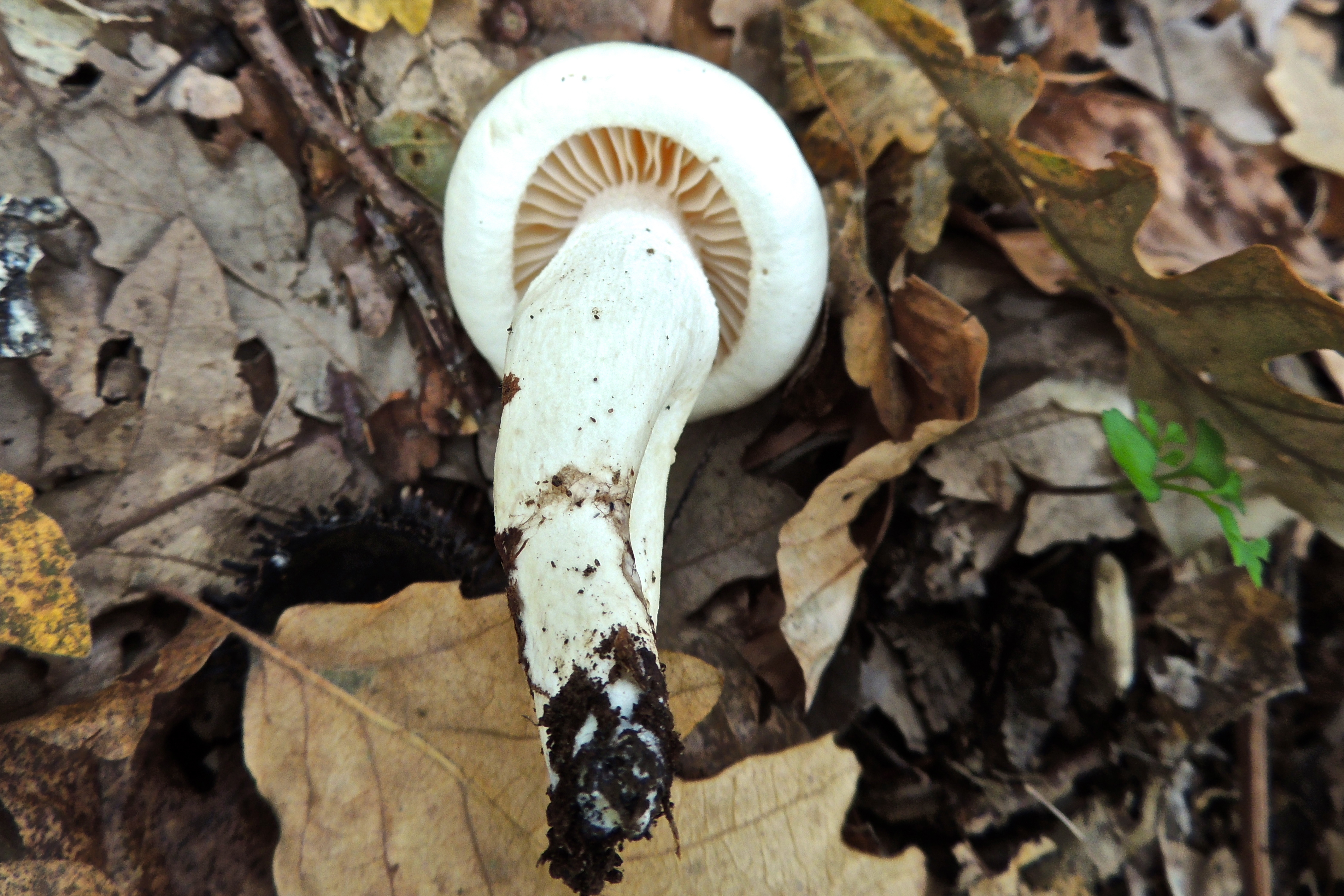
Hygrophorus penarioides
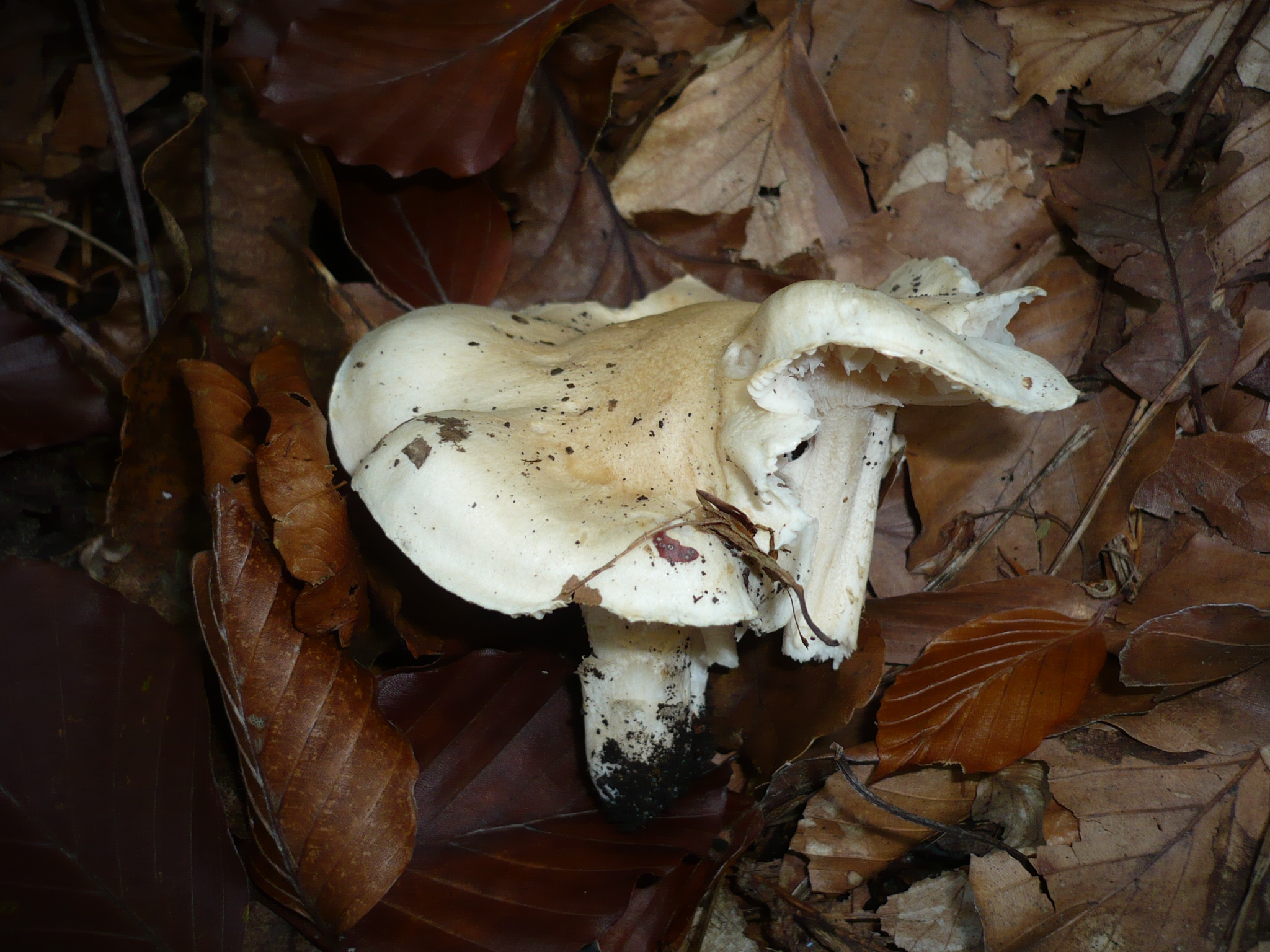
Hygrophorus poetarum
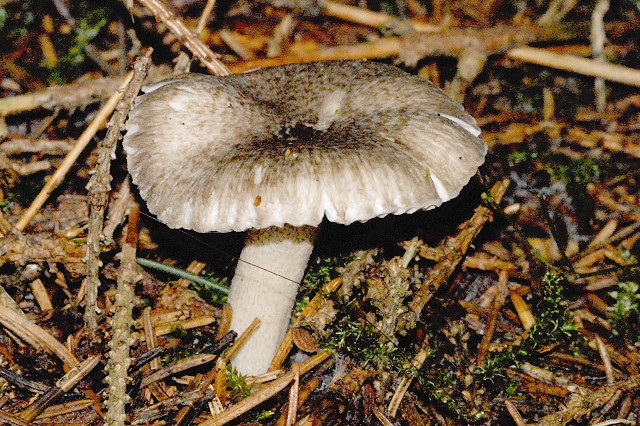
Hygrophorus pustulatus
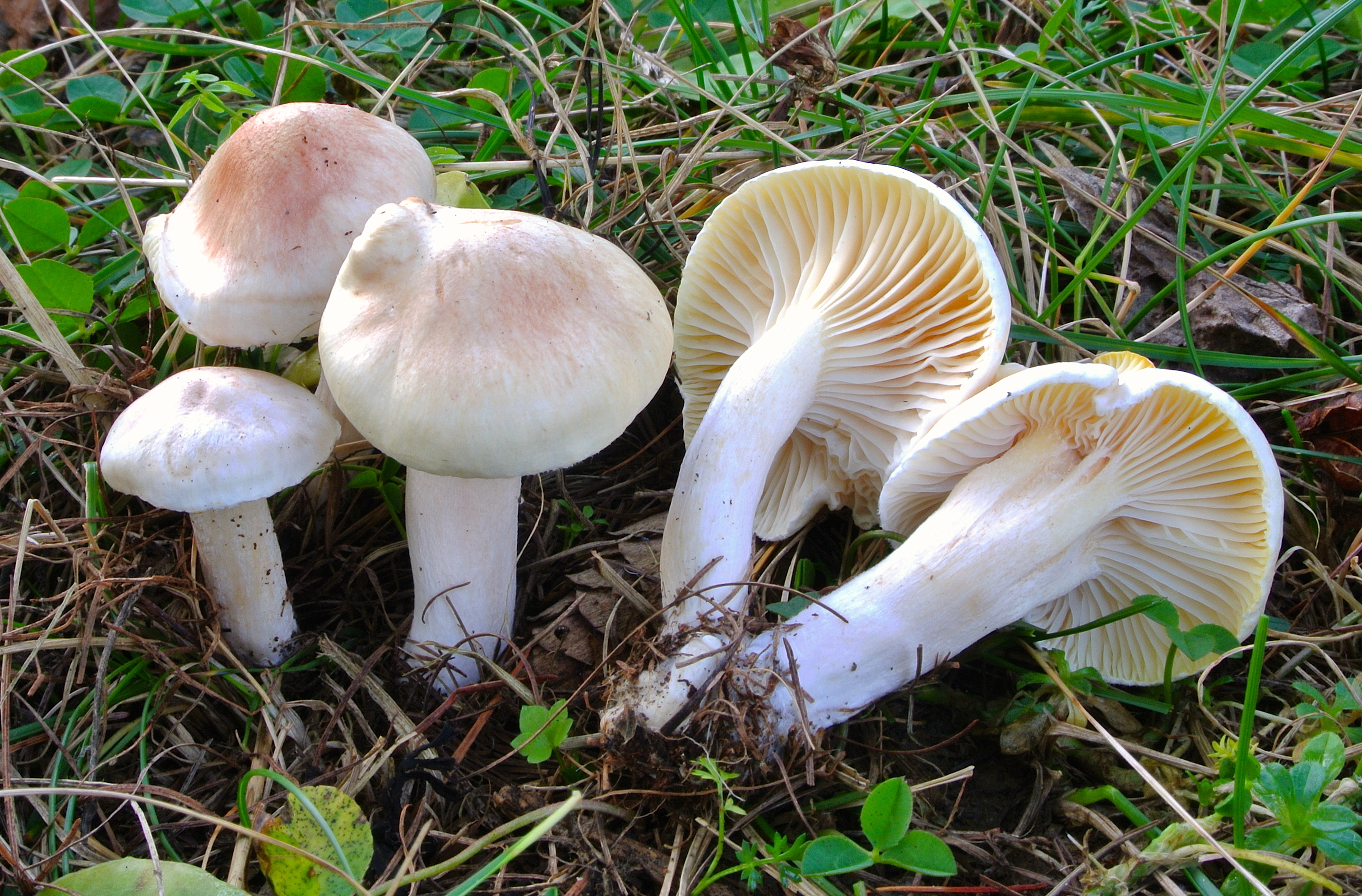
Hygrophorus queletii

## Valorificare
Buretele este comestibil însă nu de valoare culinară deosebită, dar datorită faptului că este o specie întâlnită destul de des, se potrivește ca adăugare la de exemplu o ciulama de ciuperci. Nu este adecuat pentru uscare. Ciuperca firește poate fi conservată în ulei, oțet sau saramură după ce a fost prăjită.
După examinarea potențialului antioxidant al speciei, ea conține cel puțin cinci acizi organici: acid oxalic, acid citric, acid malic, acid chinez (C7H12O6) și acid fumaric.
Mai departe, biologii turci Mustafa Yamaç și Fatma Bilgili au dovedit, conform unui test de laborator standard pentru a determina activitatea anti-microbiană, că Hygrophorus  agathosmus a arătat o inhibare a creșterii diferitelor bacterii patogene incluzând Escherichia coli, Klebsiella aerogenes (anterior Enterobacter aerogenes), Salmonella Typhimurium, Pseudomonas aeruginosa, ' Staphylococcus aureus, Staphylococcus epidermidis și Bacillus subtilis; de asemenea, inhibă creșterea drojdiilor Candida albica și Saccharomyces cerevisiae.